# NGC 2621
NGC 2621 è una lontana galassia a spirale situata nella costellazione del Cancro, a una distanza di circa 428 milioni di anni luce dalla nostra Via Lattea.

## Scoperta
La galassia è stata scoperta il 29 marzo 1865 dall'astronomo tedesco Albert Marth.

## Descrizione
Il database SIMBAD la classifica come galassia LINER, cioè una galassia il cui nucleo presenta uno spettro di emissione caratterizzato da larghe righe di atomi debolmente ionizzati.